# Puerto de Manzanal
El puerto de Manzanal, también del Manzanal, es un puerto de montaña en España, ubicado al oeste de la provincia de León, en los montes de León, uniendo la meseta central, siendo la población de Astorga el referente en esta vertiente, con El Bierzo y, a su través, con Galicia.

## Historia
En su trazado se implantó la calzada romana Vía XX o per loca maritima en época romana, evolucionando a Camino Real de La Coruña,[cita requerida] posteriormente carretera de La Coruña (N-6) y autovía del Noroeste (A-6).
Aparece descrito en el undécimo volumen del Diccionario geográfico-estadístico-histórico de España y sus posesiones de Ultramar de Pascual Madoz de la siguiente manera:

MANZANAL: puerto en la prov. de Leon, part. jud. de Astorga; por él pasa la carretera que dirige de esta c. á la Coruña; á 3 1/2 leg. de ella se halla circundado de sierras, formando varias revueltas la carretera; lo que se dice puerto será de largo poco mas de una leg.; no carga tanto la nieve como en el de Foncebadon, y raras veces se pone intransitable cuando la estacion no es muy cruda.
(Madoz, 1848, p. 193)

## Orografía
En el puerto de Manzanal se distinguen con claridad dos vertientes, la sureste, orientada hacia la meseta leonesa, y la norte-oeste, orientada hacia la cuenca del Bierzo. La primera es menos pronunciada que la segunda, siendo considerada, a modo de orientación, como un alto de tercera categoría por la organización de la Vuelta ciclista a España de 1957, cuando pasa este puerto procedente de Astorga, suponiendo unos 2.5 kilómetros de subida, sin rampas exigentes y con una pendiente media que ronda en todo momento el 5-6 %.
Diez años después, en 1967, también pasa esta vuelta por el puerto de Manzanal, pero accediendo desde la vertiente berciana, siendo considerado en este caso como alto de 1ª Categoría, suponiendo una ascensión de unos 17 kilómetros, con unos porcentajes próximos al 20 % de pendiente y un desnivel neto de más de 700 metros de subida.

## Climatología
Aun cuando la climatología dominante es benigna, en periodos invernales se pueden producir episodios de nieves que dificultan su tránsito, produciéndose restricciones para la circulación de vehículos o camiones.

## Poblamiento
En las inmediaciones del puerto de Manzanal existen varios poblamientos, con orígenes ancestrales, siendo los más significativos Manzanal del Puerto y Rodrigatos de la Obispalía, en la propia ruta, así como Ucedo, Veldedo, Montealegre y otros, pertenecientes a Brazuelo, en Maragatería, y Villagatón, de La Cepeda, los dos términos en cuya línea divisoria se encuentra el puerto de Manzanal.
Relacionados con estas poblaciones, existen en las inmediaciones áreas de servicio, así como de servicios de mantenimiento propios de las infraestructuras viarias.

## Mapa interactivo
El entorno del puerto de Manzanal se puede conocer en el mapa interactivo que sigue; pulsando sobre él se abre en pantalla completa, con icono X en la esquina superior derecha, que lo cierra y retorna a este artículo.